# Вяжинское сельское поселение
Вяжинское сельское поселение — муниципальное образование в Кашарском районе Ростовской области. 
Административный центр поселения — хутор Вяжа.

## История
Хутор Вяжа возник в  конце XVII века,  когда на Дону казаки начали заниматься земледелием. Селились они просторно. В степи хватило мест для дома,  скота, сада, огорода, «пекарни». Дома  их были размером примерно 10х10 м, с балясинами и ставнями, с окнами на четыре стороны. Возле дома хозяева сажали сад – вишни, яблони, груши. Для скота строили большие крытые базы.
Со временем хутор рос и развивался.  В конце XIX века основными достопримечательностями Вяжи являлись кирпичная церковь, деревянный мост через речку Ольховая. Мост был построен хуторянами на собственные средства, для чего было собрано 200 рублей.
Основным занятием вяжинцев было земледелие и скотоводство. Зерно продавали, для чего его возили в ст. Мигулинскую и Казанскую, потом баржами отправляли его в портовые города. Везли зерно, а позднее – по железной дороге из Миллерово в центральную Россию.
По решению хуторского схода в начале XX века здесь был построен магазин-хранилище для страхового фонда семян. В хуторе к этому времени была церковно-приходская школа и три водяных мельницы на речке Ольховая.
Рядом с Вяжой был основан хутор Ольховый. Вместе хутора составляли одну казачью общину. По просьбе ольховцев, жители Вяжи помогли построить деревянную церковь. Строительство храма шло несколько лет, и было закончено в 1916 году.
В 1927 году в Вяже работало товарищество по совместной обработке земли (ТОЗ). Его председателем был Фёдор Васильевич Хоршев. В товариществе был куплен трактор «Фордзон».
В 1929 году здесь был организован колхоз, в который вошли хутора Вяжа и Ольховый. В годы Великой Отечественной войны хутор был в оккупации. Освобождён в 1943 году.

## Административное устройство
В состав Вяжинского сельского поселения входят:
- хутор Вяжа;
- хутор Липяги;
- хутор Ольховый.

## Население
| 2010 | 2012 | 2013 | 2014 | 2015 | 2016 | 2017 |
| ---- | ---- | ---- | ---- | ---- | ---- | ---- |
| 917  | ↘913 | ↘876 | ↘855 | ↘821 | ↘820 | ↗822 |
| 2018 | 2019 | 2020 | 2021 |      |      |      |
| ↘806 | ↘776 | ↘753 | ↘742 |      |      |      |

### Известные уроженцы
- Мрыхин, Дмитрий Карпович (1905—1966), председатель Исполнительного комитета Курганского областного Совета депутатов трудящихся (март 1955 года — 17 апреля 1959 года), родился на хуторе Вяжа.

## Достопримечательности
Памятник погибшим в Великую Отечественную войну в с. Вяжи. Памятник представляет собой скульптуру солдата на пьедестале. Воин опустил голову и сжал в руке солдатскую пилотку. На мраморных плитах у памятника высечены имена 220 павших вяжинских казаков. Среди них 19 фамилий – Егоровы, 11 – Колычевы, 8 – Бирюковы, 5 – Титовы.